# Nižná Hutka
Nižná Hutka (Hongaars: Alsóhutka) is een Slowaakse gemeente in de regio Košice, en maakt deel uit van het district Košice-okolie.
Nižná Hutka telt 536 inwoners.